# Vanity Fare

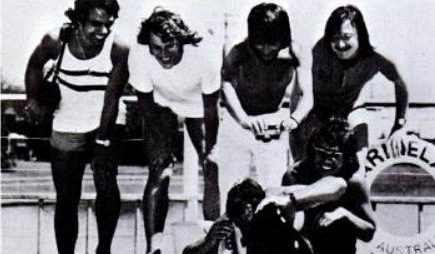
Vanity Fare 1971

Vanity Fare ist eine britische Pop-Band, die Ende der 1960er Jahre in Europa und den USA sehr populär war und insbesondere mit dem Millionenseller Hitchin’ a Ride Kultstatus erlangte.

## Geschichte
Gegründet wurde die Gruppe im Sommer 1968 in Rochester, Grafschaft Kent. Mit ihrem harmonischen Gesang, den melodischen Liedern und dem Wortspiel, mit dem sie William Makepeace Thackerays Romantitel „Vanity Fair“ (deutsch: „Jahrmarkt der Eitelkeiten“) zu ihrem gleichklingenden Bandnamen abwandelten (Fare kann Fahrgeld, Fahrgast oder etwas, das Freude bereitet, bedeuten), wurden sie schnell in der britischen und europäischen Popszene bekannt.
Ihren ersten Hit hatten sie im August 1968 mit I Live for the Sun (UK Platz 20). Im Sommer 1969 brachte Early in the Morning es bis auf Platz 8 in den britischen Charts, und im Dezember desselben Jahres gelang der Band mit Hitchin’ a Ride ein noch größerer Erfolg: die Single kam in Großbritannien zwar „nur“ auf Platz 16, erreichte im März 1970 aber zusätzlich Platz 5 der US-amerikanischen Hitparade. In den USA stand das Lied 23 Wochen in den Charts und löste insbesondere bei den Hippies der Westküste mit dem „Hitch-Hike-Tanz“ Begeisterungsstürme aus.
Es folgten eine große Anzahl von weiteren Erfolgstiteln, die speziell in England sehr bekannt wurden. In den USA kam es zu ausgedehnten Tourneen u. a. mit den Beach Boys und vielen andern Popgrößen wie The Mamas and the Papas.
Danach wurde es um Vanity Fare sehr still. Seit einigen Jahren spielen sie jedoch insbesondere bei Oldienights und Partys ihre immer noch beliebten Hits. Von den Originalmitgliedern ist jedoch niemand mehr dabei.
Das Lied Hitchin’ a Ride erschien im Jahr 1970 in einer deutschen Fassung (Träume sind frei) von Michael Holm. 1974 wurde es erneut ein kleiner Hit für die britische Popband Paper Lace.

## Original-Mitglieder
- Dick Allix (1945–2024), Schlagzeug
- Trevor Brice, 12. Februar 1945, Gesang
- Tony Goulden, 21. November 1944, Gitarre
- Tony Jarrett, 4. September 1944, Gitarre, E-Bass
- Barry Landeman, 25. Oktober 1947, Keyboard

## Diskografie

### Alben
| Jahr | Titel       | Höchstplatzierung, Gesamtwochen, AuszeichnungChartsChartplatzierungen (Jahr, Titel, Platzierungen, Wochen, Auszeichnungen, Anmerkungen) | Anmerkungen |
| Jahr | Titel       | DE | Anmerkungen |
| ---- | ----------- | --- | ----------- |
| 1970 | Vanity Fare | DE36 (2 Wo.)DE |             |

Weitere Alben
- 1968: The Sun – The Wind – And Other Things
- 1969: Early in the Morning
- 1970: Coming Home
- 1974: Hitchin’ a Ride
- 1994: Will You Still Love Me Tomorrow (Kompilation)
- 2004: The Best of Vanity Fare

### Singles
| Jahr | Titel Album                                              | Höchstplatzierung, Gesamtwochen, AuszeichnungChartplatzierungen (Jahr, Titel, Album, Platzierungen, Wochen, Auszeichnungen, Anmerkungen) | Höchstplatzierung, Gesamtwochen, AuszeichnungChartplatzierungen (Jahr, Titel, Album, Platzierungen, Wochen, Auszeichnungen, Anmerkungen) | Höchstplatzierung, Gesamtwochen, AuszeichnungChartplatzierungen (Jahr, Titel, Album, Platzierungen, Wochen, Auszeichnungen, Anmerkungen) | Höchstplatzierung, Gesamtwochen, AuszeichnungChartplatzierungen (Jahr, Titel, Album, Platzierungen, Wochen, Auszeichnungen, Anmerkungen) | Höchstplatzierung, Gesamtwochen, AuszeichnungChartplatzierungen (Jahr, Titel, Album, Platzierungen, Wochen, Auszeichnungen, Anmerkungen) | Anmerkungen |
| Jahr | Titel Album                                              | DE | AT | CH | UK | US | Anmerkungen |
| ---- | -------------------------------------------------------- | --- | --- | --- | --- | --- | ----------- |
| 1968 | I Live For The Sun The Sun – The Wind – And Other Things | — | — | — | UK20 (9 Wo.)UK | — |             |
| 1968 | (I Remember) Summer Morning Early in the Morning         | — | — | — | — | US98 (2 Wo.)US |             |
| 1969 | Early in the Morning                                     | DE26 (2 Wo.)DE | — | CH6 (5 Wo.)CH | UK8 (12 Wo.)UK | US12 (13 Wo.)US |             |
| 1969 | Hitchin’ a Ride Early in the Morning                     | — | — | — | UK16 (13 Wo.)UK | US5 (22 Wo.)US |             |
| 1972 | Rock and Roll Is Back                                    | — | AT4 (12 Wo.)AT | — | — | — |             |

grau schraffiert: keine Chartdaten aus diesem Jahr verfügbar
Weitere Singles
- 1969: Highway of Dreams
- 1970: Come Tomorrow
- 1970: Carolina’s Coming Home
- 1971: Where Did All the Good Times Go?
- 1971: Our Own Way of Living
- 1972: Better by Far
- 1972: The Big Parade
- 1972: I’m in Love with the World
- 1973: Take It Shake It Break My Heart
- 1974: Fast Running Out of World
- 1986: Dreamer
- 1993: Rain